# Xams-ad-Din Muhàmmad
|  | Per a altres significats, vegeu «Xams-ad-Din Muhàmmad (desambiguació)». |

Xams-ad-Din Muhàmmad (vers 1240-1310) fou el primer imam ismaïlita nizarita després de la conquesta d'Alamut pels mongols; era l'únic fill viu de Rukn al-Din Khurshah el darrer imam d'Alamut. Ja abans de la rendició del seu pare el desembre del 1256 havia passat a la clandestinitat, i quan el seu pare va morir va recollir la successió (1257). Va viure a l'Azerbaidjan i va treballar com a brodador, sent conegut pel malnom de Zarduz (que vol dir brodador). Vers el 1280 era a Tabriz. Durant el seu imamat, del que se sap poca cosa, els nizarites van recuperar certa importància al Rudbar i van recuperar temporalment algunes fortaleses, fins i tot la mateixa Alamut; pel seu costat els nizarites sirians es van sotmetre als mamelucs. Va morir el 1310/1311 i els seus dos fills Muhammad i Kasim es van disputar la successió i van originar dues branques.